# Dusona ceylonica
Dusona ceylonica là một loài tò vò trong họ Ichneumonidae.